# Pozolapan
Pozolapan är en ort i Mexiko.   Den ligger i kommunen Catemaco och delstaten Veracruz, i den sydöstra delen av landet, 400 km öster om huvudstaden Mexico City. Pozolapan ligger 349 meter över havet och antalet invånare är 709. Den ligger vid sjön Laguna Catemaco.
Terrängen runt Pozolapan är huvudsakligen kuperad, men åt nordost är den platt. Runt Pozolapan är det ganska tätbefolkat, med 83 invånare per kvadratkilometer. Närmaste större samhälle är Catemaco, 6,9 km norr om Pozolapan. 